# Steinernkreuz
Steinernkreuz ist im engeren Sinne eine Ortslage in und im weiteren Sinne ein ländlicher Stadtteil im Süden von Marl im Kreis Recklinghausen in Nordrhein-Westfalen; dessen offizielle Bezeichnung ist Alt-Marl-Süd.

## Lage

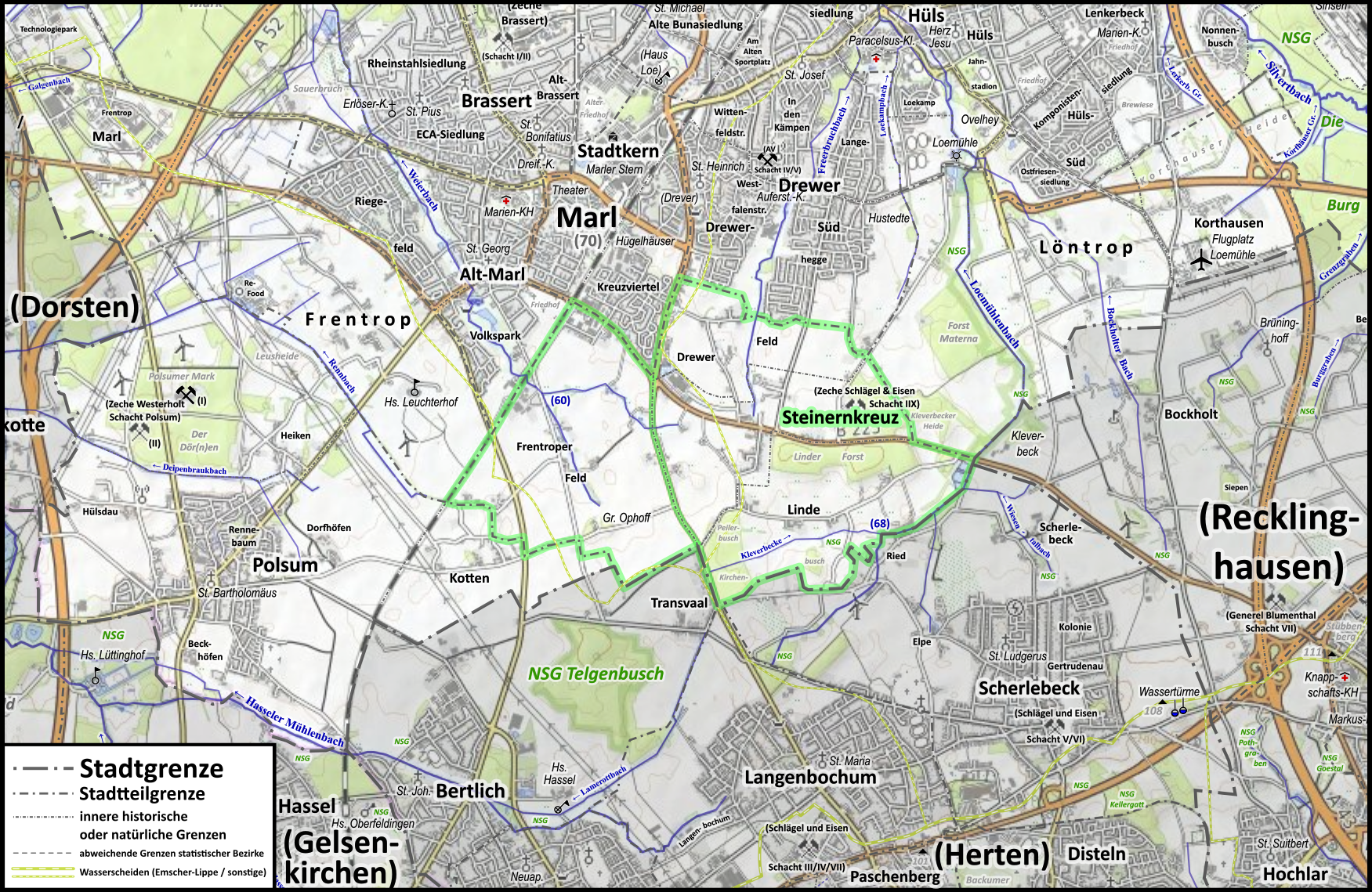
Karte des Stadtteils

Die Ansiedlung liegt im Südosten der Stadt Marl und liegt nach Süden nah der Grenze zur Stadt Herten, nach Osten nah der Grenze zur Kreisstadt Recklinghausen. Ostnordöstlich liegt Löntrop, im Norden Drewer, nordwestlich unweit das Kreuzviertel des Stadtkerns, jenseits dessen Alt-Marl, im Westen Frentrop.
Im Osten liegen die „Fischteiche“ am Loemühlenbach, südlich der Ortslage fließt, von West nach Ost, die Kleverbecke, der linke Quellbach des Bachs – beides in der Ortslage Linde. Im Norden Lindes liegt unmittelbar südwestlich von Steinernkreuz der Linder Forst, im Südwesten Lindes liegen die Wälder Peiler- und Kirchenbusch. Noch zu Steinernkreuz gehört das bewaldete Gelände des ehemaligen Schachts 8 der Zeche Schlägel & Eisen im Osten; die Eichenstraße begrenzt den Ortsteil nach Osten, unweit nordöstlich und damit außerhalb liegt der Forst Matena.
Die Ortslagen Steinernkreuz (Mitte; 1,29 km²), Linde (Südosten; 1,54 km²), Drewer Feld (Nordosten; 0,83 km²) und Frentroper Feld (Westen; 2,18 km²) bilden zusammen den Stadtteil Steinernkreuz (im weiteren Sinne), von denen Steinernkreuz heute die meisten Einwohner hat und nur das Frentroper Feld, per Hertener Straße, eineindeutig abgegrenzt ist. Dieser entspricht dem 5,826 km² großen statistischen Bezirk Alt-Marl-Süd, den die Stadt, wie der Name sagt, Alt-Marl zuordnet. Es handelt sich aber mitnichten um einen historischen Teil Alt-Marls, sondern um den bauerschaftlich gebliebenen Süden der früheren Bauerschaft Drewer, im Westen liegen Teile auf dem Gebiet der früheren Bauerschaft Frentrop.

## Namensherkunft

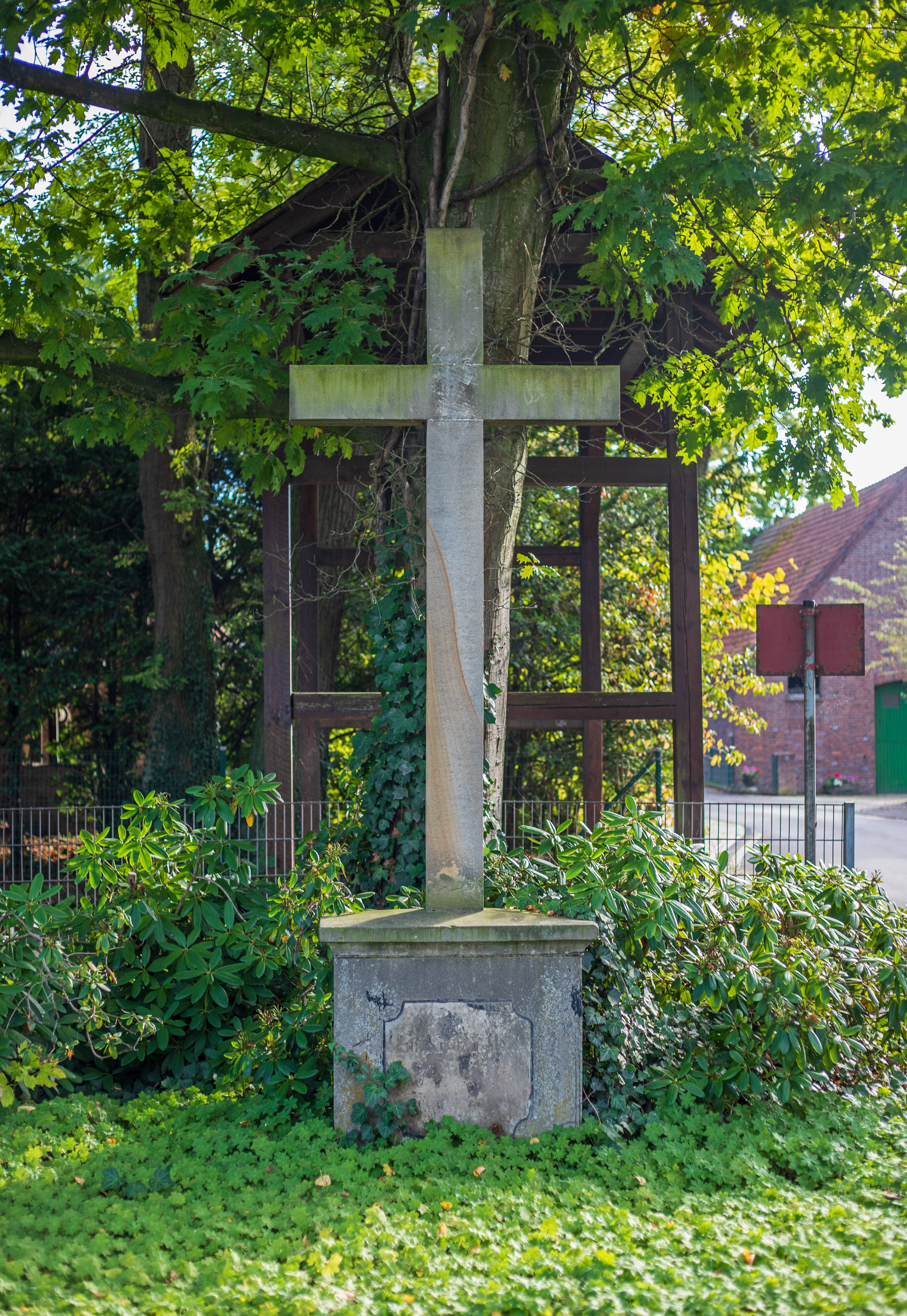
Der (zweite) Nachbau von 1893

Steinernkreuz erhielt seinen Namen durch ein an der Ecke Langenbochumer Straße/Recklinghäuser Straße stehendes Steinkreuz. An diesem Platz wurde spätestens 1536 von den dortigen Bauern ein Steinkreuz errichtet, um sog. „armen Sündern“ eine Möglichkeit zu geben, dort ein letztes Gebet sprechen zu können, bevor die in Recklinghausen zum Tode Verurteilten zur Richtstätte „am Galgenknöppken“ am Flüsschen Kleverbecke geführt wurden. Die älteste Namensnennung von einem „Steinern Kreutz“ findet sich in einem Vermerk des Hauses Ostendorf von 1536 zu einem Erbverleih zwischen dem Haus Ostendorf und derer von Loë.
Viele Jahre später wurde das Kreuz in die Frentroper Heide, einem Waldgebiet im Besitz des Herzogs von Arenberg, versetzt. Nach Aufgabe der Jagden in diesem Gebiet versetzte man das Kreuz erneut in die Nähe der Wirtschaft „Zum schwatten Jans“ an der Dorstener Straße, wo seither die Familie Schmies die Pflege und Instandhaltung des Kreuzes übernimmt. In Steinernkreuz hingegen stellte man ein einfaches Holzkreuz als Ersatz auf. 1893 ließ der Grundstückseigentümer, die Familie Halfmann, das Holzkreuz durch ein neues Kreuz aus Sandstein ersetzen, in dessen Sockel die Inschrift „Im Kreuz ist Heil“ eingelassen wurde. Das Kreuz war zunächst mit der Front in Richtung Langenbochumer Straße gesetzt worden, bevor es im Zuge von Straßenarbeiten 1938 mit der Front Richtung Norden gedreht wurde. Durch das über mehrere Jahrhunderte dort stehende Kreuz übertrug sich im Laufe der Zeit die Beschreibung des steinernen Kreuzes zunächst auf die Kreuzung, später auf die Ortschaft. Die erste verzeichnete Namensnennung in der Marler Verwaltung für den Ort weisen Akten der Bürgermeisterei Marl von 1818 auf.

## Geschichte
In der frühen Neuzeit bezeichnete das „steinern Kreuz“ eine markante Wegekreuzung an der Fernstraße zwischen Dorsten und Recklinghausen, an welchem ein bedeutender Fuhrweg von Westerholt über Hüls nach Haltern die Straße kreuzte, und später einen Wohnplatz innerhalb der alten Bauerschaft Drewer, dem Namensgeber des heutigen Stadtteils Drewer. Die verkehrlich bedeutende Lage des Ortes sowie die relativ weiten Entfernungen zu den Orten Marl und Recklinghausen ließen Steinernkreuz zu einem wichtigen Halt und Streckenpunkt werden, sodass sich früh eine Fuhrmannskneipe zur Versorgung der Pferde wie auch eine Poststation ansiedelten. 1893 wurde mit der „kathol. Volksschule Drewer I“ in Steinernkreuz die zweite Marler Schule überhaupt errichtet. Später folgte im Ort ein Straßenbahnhalt auf der Linie Recklinghausen–Dorsten. Die Deutsche Reichskarte 1 : 100.000 weist noch Anfang des 20. Jahrhunderts nur wenige verstreut liegende Gebäude auf, welche meist „Kotten“ (also Bauernhöfe) waren. Nach der Industrialisierung, besonders in den 1930er und -40er Jahren, wurden an der Langenbochumer Straße sowie entlang der Recklinghäuser Straße (heute Häuser Nr. 142 bis 235) eine Vielzahl neuer Gebäude errichtet, sodass eine im ländlichen Umfeld vergleichsweise dichte Bebauung entstanden ist. Dadurch hat sich Steinernkreuz zu einer Ortschaft entwickelt, die insgesamt mehr Einwohner zählt als der Rest von Linde. In der Marler Stadtgliederung wurde Steinernkreuz bis zur Gebietsreform 1975 als eigenständiger Ortsteil zwischen dem Rest-Linde im Süden und Drewer-Süd im Norden geführt. Zwischen 1972 und 1976 änderte sich die Einzeichnung auf dem Messtischblatt Marl und Steinernkreuz ist seither als Ortsteil und nicht nur als reine Ortslage eingezeichnet.
Seit 2010 schenkt statistische Gliederung der Stadt Marl alten Ortslagen und sogar alten Bauerschaften (Löntrop, Frentrop, Lippe, Sickingmühle) keine besondere Beachtung mehr und hierarchisiert sie zu Großstadtteilen mit jeweils um 10.000 Einwohnern. Dadurch suggeriert sie (statistischer Bezirk Alt-Marl-Süd) eine (nicht gegebene) Zugehörigkeit zu Alt-Marl, unter dem indes landläufig weiterhin das ehemalige Dorf und der heutige urbane Stadtteil dieses Namens verstanden wird.

## Verkehr

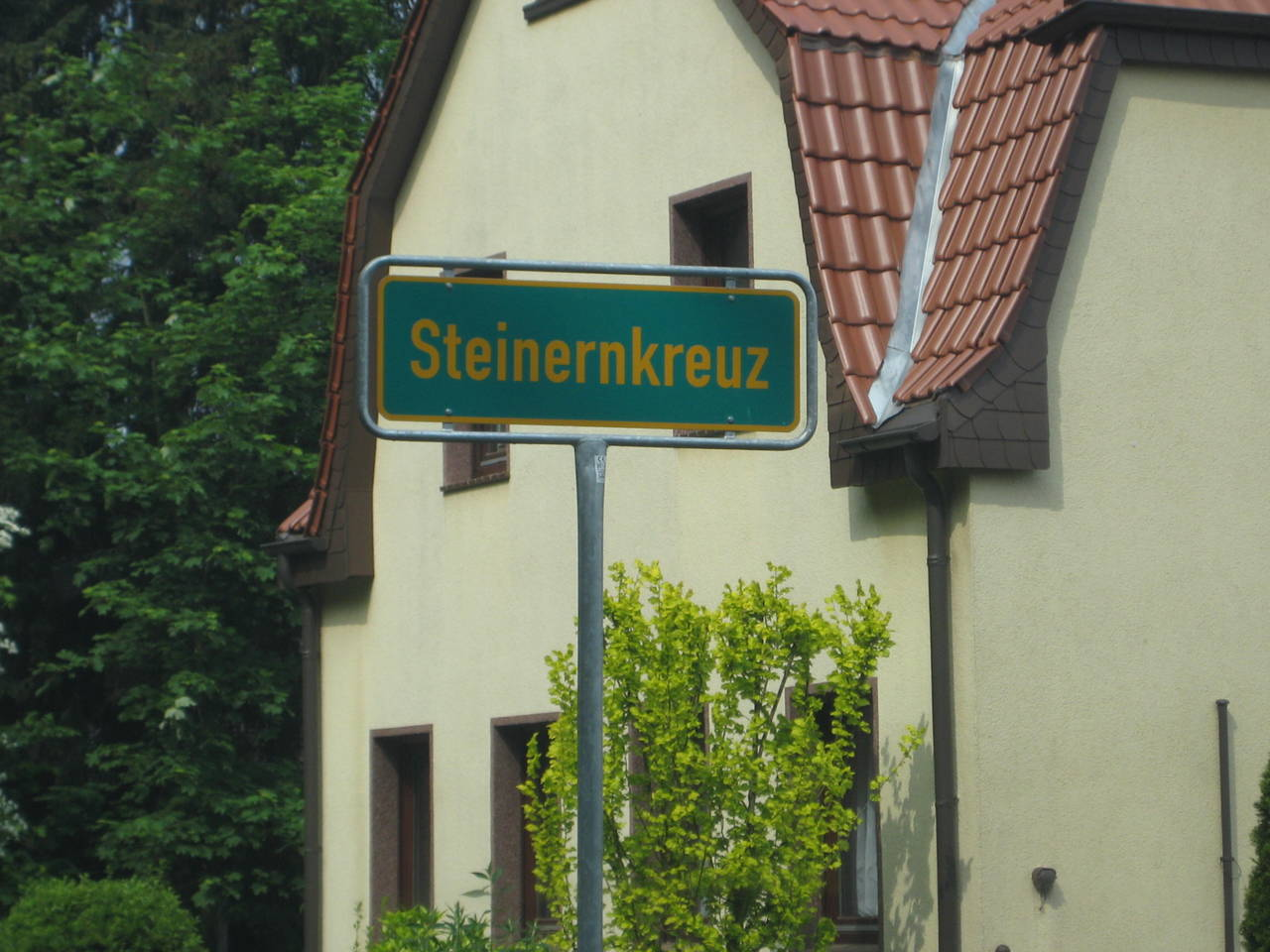
Ortshinweistafel in Steinernkreuz (Verkehrszeichen Nr. 385)

Der geschichtlichen Entwicklung der alten Fernstraße Dorsten-Recklinghausen folgend, führt auch heute noch die Bundesstraße 225, bis 1945 Reichsstraße 225, mitten durch Steinernkreuz. Mit rund 16.000 Kraftfahrzeugen pro Tag stellt die Bundesstraße die Hauptverbindung durch den Ort da. Die Stadtzentren von Dorsten und Recklinghausen sind in etwa zehn bis 15 Autominuten über diese erreichbar. In Nord-Süd-Richtung wird der Westen von der Hertener Straße passiert, die die Verbindung zwischen Herten und Marl-Zentrum darstellt. In der Ortsmitte, nahe dem Kreuz, zweigt von der B 225 die Langehegge ab, welche durch das südliche Drewer führt und an der Bergstraße endet.
Der bis zur Aufgabe des Straßenbahnsystems im Kreisgebiet bestehende Straßenbahnhalt in Steinernkreuz wird seither durch einen Bushalt der Vestischen Straßenbahnen GmbH ersetzt/fortgeführt:
| Linie | Verlauf | Takt (Mo–Fr) |
| ----- | --- | ------------ |
| SB25  | Recklinghausen Hbf – Lohtor – Westviertel – Marl-Steinernkreuz – Marl Mitte – Alt-Marl Riegestr. – Feldmark – Dorsten Willy-Brandt-Ring – Dorsten ZOB                                                                                              | 15 min       |
| 219   | Recklinghausen Hbf – Lohtor – Westviertel – Marl-Steinernkreuz – Marl-Drewer Süd – Marl Mitte | 60 min       |
| NE3   | Recklinghausen Hbf – Lohtor – Westviertel – Marl-Steinernkreuz – Marl Mitte – Alt-Marl Riegestr. – Feldmark – Dorsten Willy-Brandt-Ring – Dorsten ZOB NachtExpress: In den Nächten von Freitag auf Samstag, Samstag auf Sonntag und vor Feiertagen | 60 min       |

## Infrastruktur
Steinernkreuz verfügt neben einer Bäckerei, einem Restaurant mit angeschlossenem Hotel sowie einem Gärtnereibetrieb über kaum gewerbetreibende Unternehmen. Seit 2007 entsteht südöstlich Kreuzviertels des Stadtkerns ein Gewerbegebiet unter dem ursprünglichen Namen Drewer Feld, dessen Südteil an der Karl-Breuing-Straße inzwischen mit Gewerbegebiet Steinernkreuz benannt wird.
Davon abgesehen ist das Gebiet rund um den Ort auch heute noch hauptsächlich durch viel Agrarwirtschaft geprägt.

## Söhne und Töchter des Ortes
- Birgit Wessel, Malerin und Künstlerin